# Jennifer's Body – Bacha, kouše!
Jennifer's Body – Bacha, kouše! (v anglickém originále Jennifer's Body) je americký komediálně hororový film z roku 2009, který režírovala Karyn Kusama a napsala Diablo Cody. V hlavních rolích s Megan Fox, Amandou Seyfriedovou, Johnnym Simmonsem, J. K. Simmonsem, Amy Sedaris a Adamem Brodym film sleduje Jennifer Check (Fox), démonem posedlou středoškolačku, která zabíjí své spolužáky a požírá jejich maso, aby přežila, zatímco její nejlepší kamarádka, Anita „Needy“ Lesnicki (Seyfriedová), musí najít způsob, jak její vražedné řádění ukončit.
Producent Jason Reitman na Jennifer's Body – Bacha, kouše! znovu spolupracoval s Cody, po jejich společné práci na filmu Juno z roku 2007. Cody uvedla, že chtěla, aby film hovořil o posílení postavení žen a zkoumal složité vztahy mezi nejlepšími kamarádkami. Jako tie-in na film produkovalo Boom! Studios grafický román Jennifer's Body, který byl vydán v srpnu 2009.
Film Jennifer's Body měl premiéru na Mezinárodním filmovém festivalu v Torontu 10. září 2009 a v kinech ve Spojených státech a Kanadě byl uveden 18. září 2009. Film byl komerčně neúspěšný, utržil 31,5 milionu dolarů oproti svému rozpočtu 16 milionů dolarů a od kritiků se setkal se smíšenými recenzemi.
Poté, co vyšlo najevo, že špatná marketingová kampaň filmu byla výsledkem snahy studia využít vzhled Fox a zaměřit film na mladší mužské publikum, prošel film Jennifer's Body v letech od svého uvedení kritickým přehodnocením a byl označen za kultovní feministickou klasiku.

## Děj
Příběh je vyprávěn zkrze vzpomínky Anity „Needy“ Lesnicki, kdysi tiché a nejisté středoškolské studentky, která je nyní umístěna na samotku v psychiatrickém ústavu, kde je držena jako pacientka. 
Od dětství byla Needy nejlepší kamarádkou Jennifer Check, oblíbené a krásné středoškolské dívky, přestože měly jen málo společného. Jennifer se k Needy často chová špatn ale Needy si jí příliš váží, než aby se za sebe postavila. Jednou večer Jennifer vezme Needy do místního baru na koncert indie rockové kapely Low Shoulder. Bar zachvátí požár a několik lidí kvůli němu zemře. Jennifer, vyděšená z požáru, uteče společně s kapelou, i když jí Needy říká, aby to nedělala. Později večer se objeví u Needy kuchyni, celá od krve, a pokouší se sníst pečené maso kuřete. Okamžitě ale vyzvrací podivnou černou tekutinu a pokouší se kousnout Needy do krku, ale ustoupí a odejde.
Následujícího rána ve škole se Jennifer jeví v pořádku, ignoruje obavy Needy a tragédie s požárem je jí lhostejná. Svede kapitána školního fotbalového týmu a naláká ho do lesa, kde ho vykuchá a kanibalizuje. Mezitím si Low Shoulder získávají popularitu díky svému údajnému hrdinství během požáru a nabízejí charitativní vystoupení na jarním slavnostním večírku školy.
O měsíc později Jennifer onemocní a chová se apaticky. Přijme schůzku v opuštěném domě se spolužákem Colinem a jakmile se tam dostane, brutálně ho zabije a sežere.
Mezitím, když Needy a její přítel Chip mají sex, Needy cítí, že se stalo něco hrozného, a má znepokojivou vizi démonické Jennifer. Prchá zpět domů, ale cestou ji přepadne Jennifer, která je celá pokrytá krví. Needy se podaří dostat bez zranění domů, kde ale najde Jennifer. Jennifer se ji pokusí svést polibkem. Needy zpočátku podlehne, ale pak se vzpamatuje a požaduje vysvětlení.
Jennifer prozradí, že ji Low Shoulder po požáru v baru vzali do lesa a nabídl ji jako panenskou oběť Satanovi výměnou za slávu a bohatství. Ačkoli oběť byla úspěšná, Jennifer ve skutečnosti panna nebyla, a tak se stala trvale posedlou. Dostala hlad a její první obětí se stal Ahmet, student na výměnném programu, o kterém se předpokládalo, že při požáru zemřel. Když se nají, dokáže snést prakticky jakékoli zranění bez bolesti a okamžitě se uzdraví.
Needy hledá v okultní sekci školní knihovny a zjistí, že Jennifer je succubus, která se musí živit masem a může být zabita pouze tehdy, když je hladová a slabá. Needy řekne Chipovi o Jennifer. Ten jí nevěří, a tak se s ním rozejde, aby ho ochránila. Jennifer cestou na školní ples Chipa zastaví a lže mu, že ho Needy podváděla s Colinem. Vezme ho k opuštěnému bazénu a začne ho požírat. Needy na místo dorazí a Chip bodne Jennifer do břicha bazénovým skimmerem. Jennifer však zranění přežije a unikne, zatímco Chip podlehne zraněním a zemře.
Rozzlobená a zlomená Needy vnikne do Jenniferiny ložnice. Začnou se prát a Jennifer při boji kousne Needy do ramene. Needy strhne Jennifer z krku náhrdelník, který jí dala. Jennifer se přestane bránit a Needy ji probodne srdce nožem, čímž ji zabije a zničí démona. Jenniferina matka vstoupí dovnitř a najde Needy nad tělem své mrtvé dcery, což má za následek Needyino uvěznění. Díky kousnutí se u ní projeví i některé z Jenniferiných nadpřirozených schopností a Needy nakonec uteče z psychiatrické léčebny a stopne si auto, přičemž řidiči řekne, že se jede podívat na kapelu. Nakonec jsou vidět snímky z místa činu ukazují, že členové Low Shoulder byli zavražděni Needy v jejich hotelu.

## Obsazení
- Megan Fox jako Jennifer Check
- Amanda Seyfriedová jako Anita "Needy" Lesnicki
- Adam Brody jako Nikolai Wolf
- Johnny Simmons jako Chip Dove
- J.  K. Simmons jako pan Wroblewski
- Amy Sedaris jako Toni Lesnicki
- Kyle Gallner jako Colin Gray
- Cynthia Stevenson jako paní Doveová
- Chris Pratt jako policista Roman Duda
- Carrie Genzel jako paní Check, matka Jennifer
- Juan Riedinger jako Dirk
- Juno Ruddell jako policista Warzak
- Valerie Tian jako Chastity
- Aman Johal jako Ahmet
- Josh Emerson jako Jonas Kozelle
- Bill Fagerbakke jako Jonasův otec
- Lance Henriksen jako řidič kterého Needy stopla
- Michael Brock jako gotický kluk
- Eve Harlow jako gotická dívka
- Genevieve Buechner jako gotická dívka

## Produkce

### Vývoj
Jennifer's Body – Bacha, kouše! navazuje na spolupráci Diablo Cody a Jasona Reitmana na filmu Juno. V říjnu 2007 společnost Fox Atomic koupila práva na Codyin scénář. Peter Rice, který v té době dohlížel na Fox Searchlight a Fox Atomic, projekt zahájil, protože Fox Searchlight již dříve distribuoval Codyin film Juno. Mason Novick a Reitmanův producentský partner Dan Dubiecki podepsali v listopadu 2007 smlouvu s plány na produkci filmu. Reitman uvedl: „Chceme točit neobvyklé filmy a cokoli, co obrátí žánr naruby, zajímá Dana i mě.“ Karyn Kusama se ujala režie v lednu 2008. Kusama uvedla, že se k projektu přihlásila kvůli scénáři. „Měla jsem to štěstí, že jsem si tento scénář mohla přečíst v době, kdy se producenti setkávali s režiséry, a prostě mě to ohromilo. Bylo to tak originální, tak nápadité,“ uvedla. „Právě to na tomto scénáři je, že působí jako pohádka, která se zbláznila, a myslím, že tak většina pohádek vlastně začínala.“ Dodatečně Cody, Reitman a Kusama si byli vědomi, že film bude mít rating R kvůli jazyku.

### Casting
Megan Fox jednala o roli Jennifer Check od začátku roku 2007 a oficiálně byla obsazena v říjnu 2007. Fox uvedla, že důvodem, proč s rolí souhlasila, byl scénář. „Myslím, že na filmu se mi líbilo, že je tak neomluvný a jak naprosto nevhodný je po celou dobu,“ řekla. „To byla moje nejoblíbenější část scénáře a postavy. Je zábavné moci říct ty sračky, které mohla říct a jak to lidem přijde okouzlující.“
V únoru 2008 byla Amanda Seyfried obsazena do role Anity „Needy“ Lesnicki, „nezajímavé“ nejlepší kamarádky postavy Fox, ke které chová poněkud homoerotickou zamilovanost.
Filmaři doufali, že do role Nikolaje Wolfa obsadí skutečného rockového hudebníka, přičemž jejich nejlepšími volbami byli Pete Wentz z Fall Out Boy a Joel Madden z Good Charlotte. Pro roli byl zvažován i Chad Michael Murray, hvězda seriálu One Tree Hill. V březnu 2008 byl Johnny Simmons údajně obsazen jako Nikolaj, nicméně do role byl oficiálně obsazen Adam Brody, zatímco Simmons poté přijal roli Chipa Dovea. Brody ve filmu nazpíval své části a poznamenal: „Můj hlas stále prochází pubertou. Dali mi jednu nebo dvě lekce zpěvu a není to ta nejhorší věc na světě, ale není to nic, co by si kdokoli přál slyšet.“ Hlas mu poskytl Ryan Levine, který také hrál roli dalšího člena kapely.

## Soundtrack

### Album
Soundtrack k filmu vydalo vydavatelství Fueled by Ramen 25. srpna 2009 a obsahoval dříve vydanou hudbu od různých indie rockových a alternativně rockových kapel, jako jsou White Lies, Florence and the Machine, Silversun Pickups a Black Kids. Dále se na něm objevila pop punková kapela All Time Low a elektropopová zpěvačka Little Boots. Album dále obsahuje nové písně od pop rockových umělců, jako jsou Cobra Starship a Panic! at the Disco, a zpěvačky Hayley Williams. Prvním singlem ze soundtracku je New Perspective od Panic! at the Disco.
V závěrečné sekvenci filmu zazní píseň Violet z alba Live Through This od Hole. Na stejném albu je také píseň s názvem Jennifer's Body. Celkem film obsahuje 22 písní, z nichž většina je součástí soundtracku.

## Možné pokračování
V lednu 2024 scenáristka Diablo Cody vyjádřila zájem o možné pokračování patnáct let po vydání prvního filmu. Řekla: „Nic mě nedělá šťastnější než když ke mně někdo přistoupí a řekne mi, že tenhle film miluje.“